# SIL International
SIL International (ursprünglich: Summer Institute of Linguistics, deutsch: „Sommer-Institut der Linguistik“) ist eine 1934 gegründete, glaubensbasierte Nonprofit-Organisation. Die Hauptbetätigungsfelder von SIL sind Bibelübersetzung, Alphabetisierung, Bildung, Entwicklung, linguistische Forschung und Sprachwerkzeuge.
SIL ist eng mit den Wycliff-Bibelübersetzern verbunden, einer Organisation, die die Bibel in Minderheitensprachen übersetzt. Die Organisation hat nach eigenen Angaben über 7000 Mitglieder in 60 Ländern. Ihr Hauptquartier befindet sich in Dallas, Texas. SIL liefert durch seinen „Ethnologue“ seit 1951 eine Datenbank über die Sprachen der Welt, die dessen sprachwissenschaftliche Forschung dokumentiert.

## Geschichte
Die Geschichte geht auf eine kleine Studiengruppe aus dem Jahr 1934 in Arkansas zurück, die Missionaren grundlegende sprachwissenschaftliche und anthropologische Theorien nahebrachte und sie auf Übersetzungstätigkeiten vorbereitete. Offiziell gegründet wurde SIL 1936 vom Linguisten William Cameron Townsend (1896–1982), der unter anderem als Missionar in Guatemala tätig war. Bei dieser Tätigkeit erkannte Townsend die Wichtigkeit von Bibelübersetzungen in indigenen Sprachen.
Aus der Studiengruppe gingen 1942 die Wycliff-Bibelübersetzer hervor. Sie verstehen sich im Sinne von John Wyclif und Martin Luther als nationale Bibelübersetzer für breite Bevölkerungsschichten.
Eine der wichtigsten Persönlichkeiten innerhalb des SIL International war Kenneth L. Pike (1912–2000), der von 1942 bis 1979 ihr Präsident war. Seit 2008 ist Fredrick A. Boswell Executive Director von SIL International.
Von 1950 bis 1987 war SIL in der University of Oklahoma in Norman untergebracht. Nach einer Auseinandersetzung um die missionarischen Tätigkeiten und das nahe Verhältnis von SIL-Mitarbeitern zu Militärdiktaturen in Lateinamerika löste sich die Universität von SIL. Sein Zentrum befindet sich seither in der University of Texas in Arlington.

## Beitrag zur Forschung
SILs Hauptbeitrag zur linguistischen Forschung ist der Datenbestand zu über 1000 Minderheitensprachen und gefährdeten Sprachen, die oftmals vorher nicht wissenschaftlich untersucht worden waren. SIL ist bestrebt, sowohl die empirischen Daten als auch deren jeweilige Analysen zu dokumentieren und damit das Wissen über Sprache zu erweitern.
Dies führte zu Veröffentlichungen über Sprachen wie Hixkaryána und Pirahã, deren Eigenheiten manche Generalisierungen linguistischer Theorien in Frage stellten. Darüber hinaus erschienen bisher über 20.000 technische Veröffentlichungen, deren Großteil die linguistische Feldforschung betrifft.
Der Fokus des SIL liegt nicht auf der Entwicklung neuer linguistischer Theorien. Jedoch hat Kenneth Pike die Tagmemik entwickelt (nicht länger von SIL unterstützt) und die Begriffe emisch und etisch geprägt, die heute in den Sozialwissenschaften geläufig sind.
Vielmehr konzentriert sich SIL unter anderem auf die Alphabetisierung, besonders in Eingeborenensprachen. SIL unterstützt lokale, regionale und nationale Einrichtungen, die Unterricht in Dialekten und Mundarten vorantreiben. Diese Kooperationen schaffen die Voraussetzung für Fortschritte im Unterrichtswesen multilingualer und multikultureller Gesellschaften.
Weiterhin stellt SIL weltweit Lehrer und Unterrichtsmaterial für linguistische Kursprogramme an größeren weiterführenden Bildungseinrichtungen zur Verfügung. Entwickelte Konzepte wie die LAMP-Methode haben ebenfalls über SIL hinaus Bedeutung gewonnen.
Interessante Ergebnisse der Forschungsarbeit werden im „Internationalen Kulturmuseum“ in Dallas (Texas) dokumentiert.

## Internationale Anerkennung
Das SIL hat beratenden Status bei der UNESCO und bei den Vereinten Nationen. SIL ist auch in vielen Ländern als Nichtregierungsorganisation (NGO) vertreten. SILs Arbeit in vielen Teilen Asiens wurde von der UNESCO öffentlich ausgezeichnet.
Weitere Auszeichnungen:
- Ramon-Magsaysay-Award for International Understanding (1973)[11]
- International Reading Association Literacy Award für Alphabetisierung in Papua-Neuguinea (1979)[12]

## Missionstätigkeit
Über SIL International sind, vor allem im Zusammenhang mit der Arbeit in Lateinamerika, von verschiedenen Ethnologen, Journalisten und Menschenrechtsgruppen erhebliche Anschuldigungen veröffentlicht worden. SIL International soll die Interessen internationaler Ölkonzerne gegenüber den indigenen Völkern durchgesetzt und deren Kultur untergraben haben. Der ecuadorianische Aktivist für die Rechte der Indianer, Noele Krenkel, schrieb 1991: „Was in Pastaza in Ecuador geschieht, ist ein typischer Prozess in den Regenwäldern Lateinamerikas. Zunächst entdecken europäische oder nordamerikanische Firmen wertvolle Bodenschätze auf indianischem Land. Danach hält das Summer Institute of Linguistics bei den Indianer-Gemeinden vor Ort Einzug, um die Kultur der Indigenen zu unterhöhlen. Schließlich werden Straßen gebaut und die massive Ausbeutung der Ressourcen und eine rapide Besiedelung beginnt. Das nationale Militär wird eingesetzt, um sicherzustellen, dass alles glatt läuft und Widerspruch im Keim erstickt wird.“ SIL International bestreitet diese Vorwürfe.

## „Ethnologue“ und ISO 639-3
SIL International ist der Herausgeber des Ethnologue, eines linguistischen Sammelwerks. Es strebt an, die Sprachen der Welt einheitlich zu klassifizieren und zu katalogisieren. Der erste Ethnologue wurde 1951 von Richard Saunders Pittman herausgegeben und enthielt auf zehn mimeographierten Seiten Informationen über 46 Sprachen und Sprachfamilien. Mit der vierten Ausgabe (1953) waren erstmals handgezeichnete Karten enthalten. Die fünfte Ausgabe (1958) war die erste, die als Buch erschien. Ab der 14. Auflage war der Ethnologue frei im Internet zugänglich; seit der 22. Auflage 2019 ist der Zugang nur noch gegen Bezahlung möglich.
Mit dem Erscheinen der 15. Auflage des Ethnologue im April 2005 wurde der SIL-Code an den damals in Entwicklung befindlichen ISO/DIS-639-3-Standard der Norm ISO 639 angeglichen. Somit ergeben sich für sehr viele Sprachen neue, aus drei Buchstaben bestehende Bezeichner. Hieraus resultierte weiterhin, dass nun auch Sprachen, die bereits ausgestorben sind, einen SIL-Code erhielten. Seitdem ist SIL International der offizielle Verwalter der ISO-639-3-Codes.
Einige bekannte SIL-Codes (in Klammern die bis zur 14. Auflage gültigen Codes):
- gsg (GSG) Deutsche Gebärdensprache
- dan (DNS) Dänisch
- eng (ENG) Englisch
- hin (HND) Hindi
- cmn (CHN) Hochchinesisch
- nld (DUT) Niederländisch
- swe (SWD) Schwedisch
- scn (SCN) Sizilianisch
- spa (SPN) Spanisch

### Bedeutung für Wikipedia
Die Wikimedia Foundation nimmt nur Anträge für neue Sprachversionen ihrer Projekte, darunter Wikipedia, entgegen, wenn diese Sprachversionen einen gültigen ISO-639-Code haben.

### „Expanded Graded Intergenerational Disruption Scale“ (EGIDS)
Bis etwa Oktober 2019 nutzte die Seite ethnologue.com für die Sprachenbeschreibung nur die sog. „Erweiterte abgestufte intergenerationelle Veränderungsskala“ (Expanded Graded Intergenerational Disruption Scale, EGIDS); mittlerweile wird ergänzend eine graphische Darstellung mit zwei Dimensionen, Größe der Sprachgemeinschaft und Vitalität (nach EGIDS) genutzt. Hierbei werden bezüglich Vitalität nur vier Stufen unterschieden, mit denen Bereiche der EGIDS-Skala zusammengefasst werden (0–4; 5–6a; 6b–9; 10).
EGIDS ist eine differenzierte Skala zur Einschätzung der Vitalität bzw. Gefährdung von Sprachen, die von SIL International im Ethnologue entwickelt (Paul Lewis und Gary F. Simons, 2010) und verwendet wurde. Gegenüber der bekannten LVE-Skala der UNESCO mit ihren 6 Stufen hat EGIDS 13 Grade. Je höher die Zahl auf der Skala, desto stärker ist die Weitergabe der Sprache von den älteren zur jüngeren Generation gestört.
| Grad                                  | Kategorie                                   | Übersetzung (sinngemäß)        | Beschreibung | Beispiel                                          |
| ------------------------------------- | ------------------------------------------- | ------------------------------ | --- | ------------------------------------------------- |
| Vitale Sprachen                       |                                             |                                | |                                                   |
| 0                                     | International                               | Weltsprache                    | Die Sprache wird häufig zur internationalen Kommunikation im Handel, den Wissenschaften und der Politik eingesetzt.                                                                                       | Englisch                                          |
| 1                                     | National                                    | Nationalsprache                | Die Sprache wird zur Bildung, im Arbeitsleben, in Massenmedien und in der Politik auf nationaler Ebene verwendet.                                                                                         | Amharisch in Äthiopien                            |
| 2                                     | Provincial                                  | Regionalsprache                | Die Sprache wird zur Bildung, im Arbeitsleben, in Massenmedien und in der Politik in großen Verwaltungsbezirken eines Staates verwendet.                                                                  | Oromo in Äthiopien                                |
| Institutionalisierte Standardsprachen |                                             |                                | |                                                   |
| 3                                     | Wider Communication                         | Verkehrs- oder Bildungssprache | Die (lebende oder tote) Sprache wird im Arbeitsleben und in Massenmedien ohne den Status einer Amtssprache verwendet, um Sprachunterschiede zwischen verschiedenen Regionen zu überbrücken.               | Hausa (Sprache) in Westafrika                     |
| 4                                     | Educational                                 | geförderte Schulsprache        | Die Sprache ist standardisiert, es gibt Literatur in dieser Sprache. Ihre dynamische Verwendung und Erhaltung beruht jedoch auf der intensiven Förderung durch ein spezielles Bildungssystem.             | Schottisch-Gälisch                                |
| 5                                     | Developing (bezogen auf die Sprache)        | beständige Schriftsprache      | Es gibt Literatur in einer standardisierten Form dieser Sprache und sie wird noch dynamisch von einigen Menschen verwendet, allerdings nur in einem eng begrenzten Gebiet und nicht unbedingt nachhaltig. | Schwäbisch                                        |
| 5                                     | Dispersed (bezogen auf ein Land)            | marginale „Grenzsprache“       | Die Sprache ist standardisiert, es gibt Literatur in dieser Sprache und sie wird noch dynamisch von lokalen Minderheiten verwendet, die in der Nähe eines Nachbarlandes mit einer anderen Sprache leben.  | Dänisch in Deutschland                            |
| Minderheitensprachen                  |                                             |                                | |                                                   |
| * Derzeit ungefährdete                |                                             |                                | |                                                   |
| 6a                                    | Vigorous                                    | gebräuchlich                   | Die Sprache wird für die direkte Kommunikation innerhalb aller Generationen verwendet und die Situation ist nachhaltig.                                                                                   | Kölsch                                            |
| * Bedrohte                            |                                             |                                | |                                                   |
| 6b                                    | Threatened                                  | gefährdet                      | Die Sprache wird für die direkte Kommunikation innerhalb aller Generationen verwendet, aber ihre Bedeutung schwindet.                                                                                     | Walliserdeutsch in der Schweiz                    |
| 7                                     | Shifting                                    | unbeständig                    | Die gebärfähige Generation kann die Sprache unter sich verwenden, aber sie wird kaum noch den Kindern weitergegeben.                                                                                      | Nordfriesisch                                     |
| 8a                                    | Moribund                                    | aussterbend                    | Die einzigen noch aktiven Sprecher sind Mitglieder der Großelterngeneration oder noch älter. | Ostfriesisch                                      |
| 8b                                    | Nearly Extinct                              | fast ausgestorben              | Die einzigen verbliebenen Sprecher sind Mitglieder der Großelterngeneration oder noch älter; doch selbst bei ihnen schwindet die Bedeutung zusehends.                                                     | Ongota (Sprache) in Äthiopien                     |
| Ausgestorbene Sprachen                |                                             |                                | |                                                   |
| 9                                     | Dormant (bezogen auf die Sprache)           | inaktiv                        | Es gibt keine Sprecher mehr. Die Sprache dient als Erinnerung des kulturellen Erbes für die Identität einer ethnischen Gemeinschaft, aber niemand hat mehr als symbolische Kenntnisse.                    | Welsh-Romani in Wales                             |
| 9                                     | Reawakening (bezogen auf eine Ethnie)       | reaktiviert                    | Reaktivierung – präziser: Revitalisierung – bezeichnet den Versuch der aktiven Wiederbelebung als Zweitsprache durch eine Ethnie.                                                                         | Kornisch in Cornwall                              |
| 9                                     | Second language only (bezogen auf ein Land) | nur Zweitsprache               | Die Sprache wurde seit jeher nur als zweite Verkehrssprache genutzt und ist in diesem Land mittlerweile erloschen.                                                                                        | Polari, Sprache des „fahrenden Volkes“ in England |
| 10                                    | Extinct                                     | erloschen                      | Die Sprache wird nicht mehr verwendet. Niemand verbindet mehr ein Gefühl ethnischer Identität mit der Sprache.                                                                                            | Etruskische Sprache                               |

Die EGIDS-Stufen kombinieren die Graded Intergenerational Disruption Scale (GIDS) nach Joshua Fishman (1991) und das LVE-Modell der UNESCO. Wie GIDS basiert EGIDS im Wesentlichen auf der Vererbung der Sprachen und verwendet ebenso die Einteilung von Stufe 0 bis 10 – allerdings mit zwei differenzierteren Unterteilungen der Grade 6 und 8, jeweils in a und b. Überdies hat die Stufe 5 eine alternative Kategorie (dispersed) und für die Stufe 9 zwei Alternativen (reawakening und only second language). Damit soll es zum Beispiel möglich sein, auch Sprachen korrekt einzuordnen, deren Entwicklung durch Revitalisierung möglicherweise einen positiveren Verlauf nimmt.
Der aktuelle Sprachstatus sowie weitere Informationen zu allen Sprachen der Welt werden laufend aus einer Vielzahl unterschiedlicher Quellen zusammengetragen und lassen sich über die Internetseite ethnologue.com jederzeit online abfragen. EGIDS gilt bei Experten als detaillierter und präziser als die anderen Modelle.

### SIL-Seiten
- SIL international
- Ethnologue.com
- Doulos SIL ist der von SIL entwickelte Zeichensatz mit einer beachtlichen Bandbreite an unterstützten Glyphen, IPA und diakritischen Zeichen.

### Kritik an SIL
- Cedric Muhammad: On The CIA And Christian Missionaries (BlackElectorate, 13. Mai 2001)
- Evangelicals in Venezuela: Robertson Only the Latest Controversy In a Long and Bizarre History (Memento des Originals vom 20. August 2009 im Internet Archive) (Council On Hemispheric Affairs, 19. September 2005)
- Paul Heggarty: This Site’s Views on Missionary Work auf quechua.org.uk